# Charles-Louis de Sevelinges
Charles-Louis de Sevelinges (1767-1831) est un écrivain, traducteur et journaliste français.

## Biographie
Né à Amiens, il étudie au collège de Juilly, puis rentre à l'école d'artillerie de Metz en 1782. À sa sortie, il fait partie des gendarmes de la Garde, puis émigre pendant la Révolution française et combat dans l'armée de Condé. Il rentre en France en 1802, et ne s'occupe plus que de travaux littéraires. Il collabore à de nombreux journaux, comme le Mercure de France, le Journal de Paris, la Quotidienne ou la Gazette de France.
Il meurt à Paris le 13 mai 1831.

## Œuvres
Il a traduit :
- Soirées allemandes, ou Recueil de romans, nouvelles, pièces de théâtre et ouvrages de tout genre. Recueil de romans, nouvelles, pièces de théâtre et ouvrages de tout genre. Pauline et Blackmoor, ou La vengeance. Manon La Rivière. Le souper brèmois. Le masque, tragédie en 5 actes, traduit de l'allemand en 1801
- Alfred, ou les années d'apprentissage de Wilhelm Meister, de Goethe, traduit de l'allemand en 1802
- Les Souffrances du jeune Werther, de Goethe, traduit de l'allemand en 1804[2]
- Histoire de la campagne de 1800, en Allemagne et en Italie, de Dietrich Adam Heinrich von Bülow, traduit de l'allemand en 1804
- Histoire de la guerre l'indépendance des États-Unis d'Amérique, de Carlo Botta, traduit de l'italien en 1812.

Il a publié :

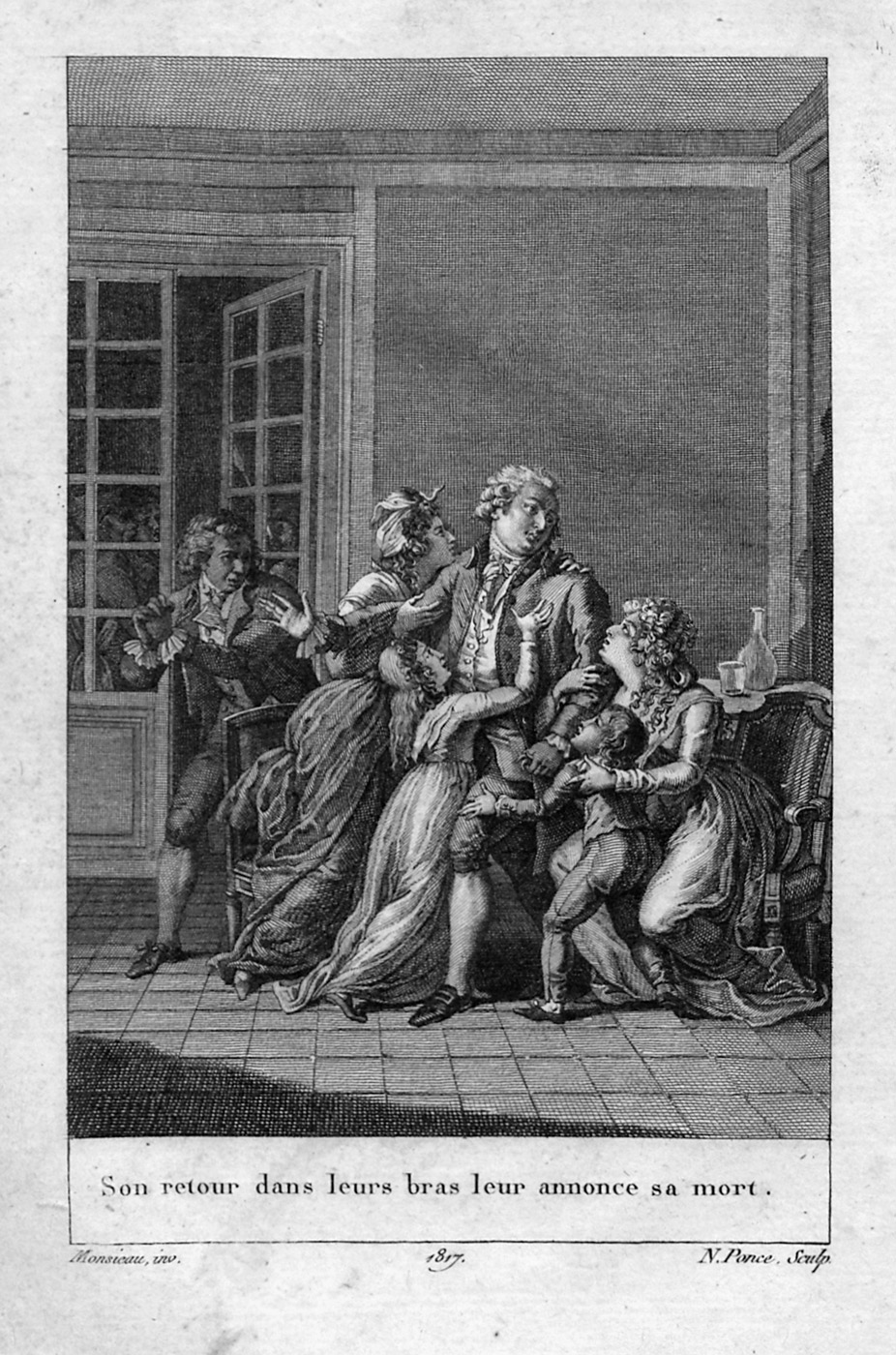
Illustration de lHistoire de la captivité de Louis XVI et de la famille royale.

- Mémoires secrets et correspondance inédite du cardinal Dubois, 1814,
- Histoire de la captivité de Louis XVI et de la famille royale, 1817
- Le rideau levé, ou Petite revue des grands théâtres, 1818
- Mémoires de la maison de Condé (mémoires de Louis Joseph de Bourbon-Condé), 1820.
- Mme la comtesse de Genlis en miniature, ou Abrégé critique de ses mémoires, 1826
- Le duc de Rovigo en miniature : ou, Abrégé critique de ses mémoires, 1828
- La Contemporaine en miniature, ou abrégé critique de ses Mémoires, 1828
- La dernière heure des Turcs, rétablissement de l'équilibre en Europe, 1828
- La Belgique redeviendra-t-elle française ?, 1830
- Histoire de Schinderhannes et autres brigands

Il a fourni de nombreux articles à la Biographie universelle de Michaud.